# Riccardo Bartoloni
Riccardo Bartoloni (* 12. Juli 1885 in Scarperia, Provinz Florenz, Italien; † 11. Oktober 1933 in Jerusalem) war ein römisch-katholischer Erzbischof und Diplomat des Heiligen Stuhls.

## Leben
Riccardo Bartoloni studierte Philosophie, Theologie und Kirchenrecht. Am 27. September 1907 empfing er das Sakrament der Priesterweihe. Zeitweise leitete er den Domchor in Florenz. Von 1918 bis 1922 arbeitete er in der Nuntiatur in Caracas, von 1922 bis 1928 im Staatssekretariat.
Am 21. Mai 1928 ernannte ihn Papst Pius XI. zum Titularerzbischof von Laodicea in Syria und bestellte ihn zum Apostolischen Internuntius in Litauen. Der Kardinalstaatssekretär Pietro Kardinal Gasparri spendete ihm am 27. Mai desselben Jahres die Bischofsweihe; Mitkonsekratoren waren der Sekretär der Kongregation für die Ausbreitung des Glaubens, Kurienerzbischof Francesco Marchetti Selvaggiani, und der Weihbischof in Rom, Giuseppe Palica.
Riccardo Bartoloni wurde am 9. November 1928 Apostolischer Nuntius in Litauen. Am 9. April 1933 ernannte ihn Pius XI. zum Apostolischen Delegaten in Ägypten. Erst starb im selben Jahr, erst 48 Jahre alt, an Komplikationen nach einer Operation.